# Velo cristiano

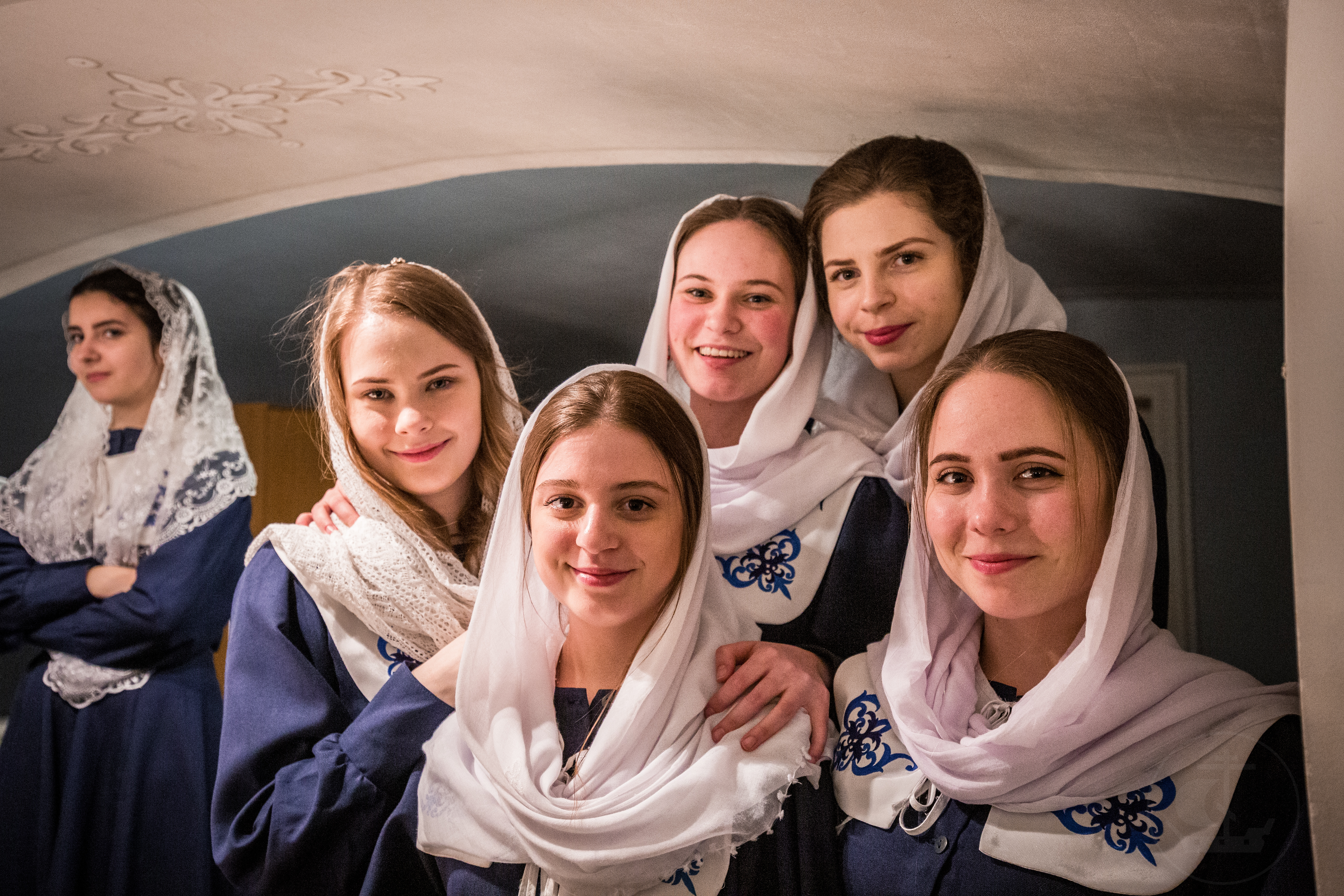
Mujeres cristianas con velos en un culto de Pascua en San Petersburgo, Rusia

El velo cristiano, también conocido como cubrirse la cabeza, es la práctica de las mujeres de cubrirse la cabeza en el cristianismo. Algunas mujeres cristianas llevan la cabeza cubierta sólo en el culto público y durante la oración privada en casa,mientras que otras creen que las mujeres deben llevar la cabeza cubierta en todo momento.  Entre las iglesias orientales y Ortodoxas bizantina, algunos teólogos enseñan también que "se espera que todas las mujeres estén cubiertas no sólo durante los períodos litúrgicos de oración, sino en todo momento, porque este era su honor y signo de autoridad dada por nuestro Señor",mientras que otros han sostenido que el velo debe usarse al menos durante la oración y el culto.Génesis 24:65
apunta el velo como un emblema femenino de modestia.Los manuales del cristianismo primitivo, incluidos la Didascalia Apostolorum y el Pædagogus de San Clemente, instruían que las mujeres debían cubrirse la cabeza durante la oración y el culto, así como fuera del hogar.Cuando San Pablo ordenó que las mujeres usaran velo en 1 Corintios 11, las mujeres griegas paganas de los alrededores no usaban velo; como tal, la práctica del velo cristiano era contracultural en la era apostólica, siendo una ordenanza bíblica más que una tradición cultural.El estilo del velo varía según la región, aunque La tradición apostólica especifica un "paño opaco, no con un velo de lino fino".
Quienes enseñan que las mujeres cristianas deben cubrirse la cabeza mientras “oran y profetizan” basan su argumento en 1 Corintios 11:2-10.Las iglesias que enseñan que las mujeres deben cubrirse la cabeza en todo momento basan esta doctrina en las enseñanzas de San Pablo de que los cristianos deben "orar sin cesar" (1 Tesalonicenses 5:17),la enseñanza de que el que las mujeres no lleven velo es deshonroso y como un reflejo del orden creado.Muchos eruditos bíblicos concluyen que en 1 Corintios 11 "los versículos 4-7 se refieren a un velo físico, una cubierta de tela" para "orar y profetizar" y sostienen que el versículo 15 se refiere al cabello que la naturaleza le dio a la mujer.El velo de tela que se usaba en la iglesia primitiva era la práctica universal en los primeros siglos de la iglesia, enseñada universalmente por los Padres de la Iglesia y practicada por las mujeres cristianas a lo largo de la historiay que sigue siendo una práctica habitual entre los cristianos de muchas partes del mundo, como Rumania, Rusia, Ucrania, Egipto, Etiopía, India y Pakistán;Además, entre los anabaptistas conservadores el velo se considera una ordenanza de la iglesia, y las mujeres lo usan durante todo el día.Sin embargo, en gran parte del mundo occidental la práctica de cubrirse la cabeza disminuyó durante el siglo XX. En las iglesias donde no se practica, el velo descrito en 1 Corintios 11 suele enseñarse como una práctica social para la época en la que se escribió la carta a los corintios.

## Historia del uso

### En la Biblia

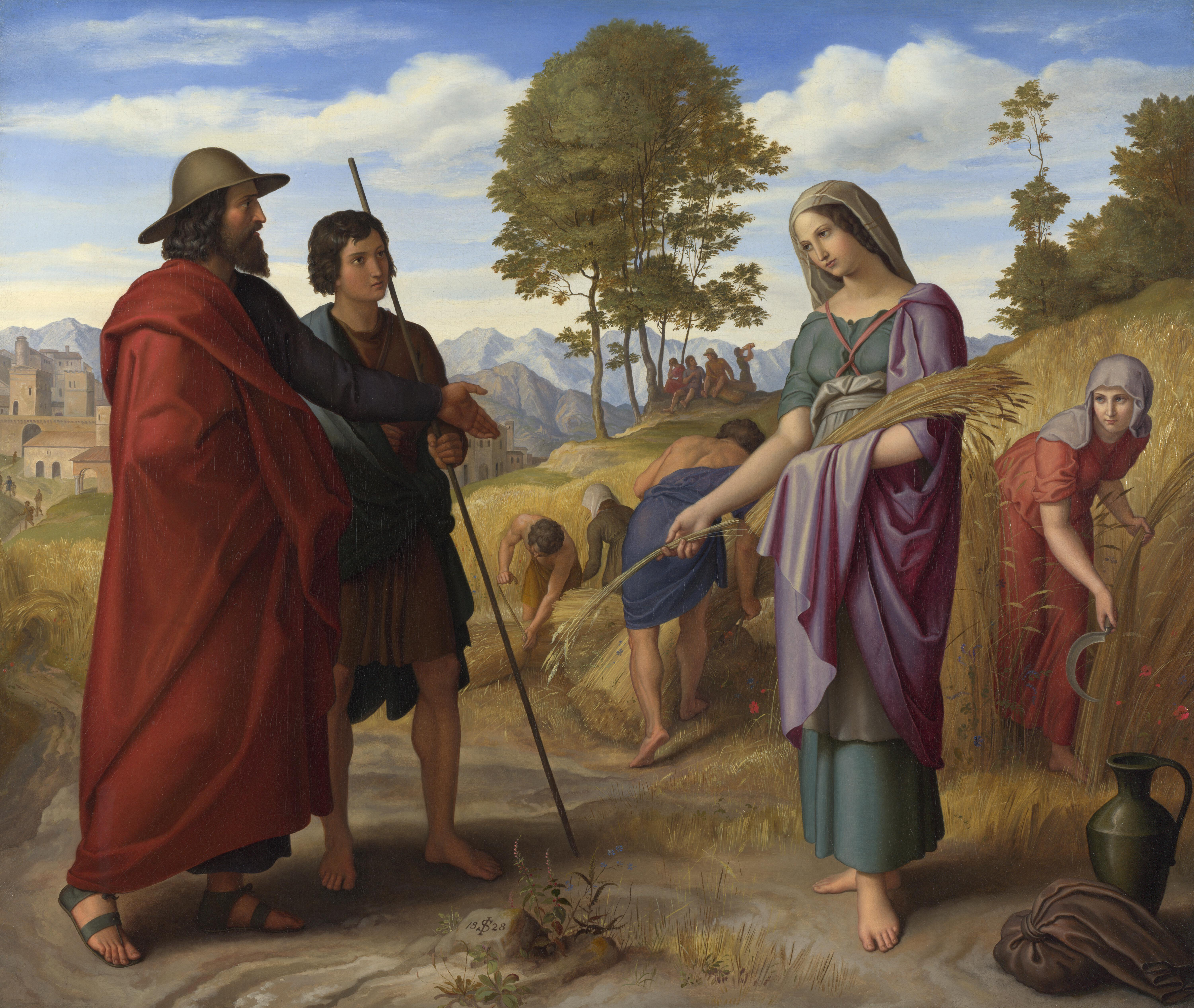
Rut se ve con velo en esta pintura de Julius Schnorr von Carolsfeld)

En la era mosaica, la Biblia indica que era normal que una mujer se cubriera la cabeza. En Números 5.18, En la Prueba del agua amarga la cabeza de la mujer acusada de adulterio se descubre, lo que implica que era normal que las mujeres fueran con la cabeza cubierta. La Talmud enseña asi que la Tora manda que las mujeres deben cubrirse la cabeza cuando anda en espacios públicos.
En el Libro de Daniel, Susana llevó un velo y hombres impíos le mandaron que se le quitara para que pueden codiciarse de ella. (Susana 13.31-33) Génesis 24.64–65 dice que Rebeca se cubrió con vela al viajar para unirse a Isaac, que da indicios que ella "no quería demostrar públicamente su belleza física" sino "se cubrió de velo, que daba más valor a la virtud de la modestia."

### En la iglesia primitiva

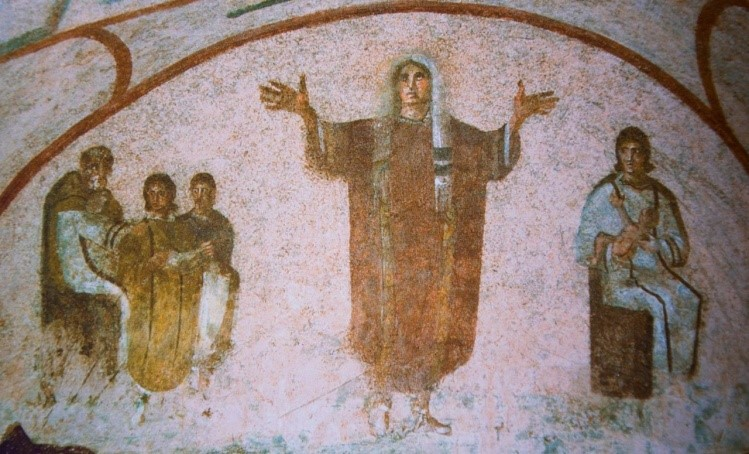
Fresco en la Catacomba of Priscilla de una mujer con velo, orando, en el siglo tercero

Varios de los padres apostólicos enseñaron que el cabello de una mujer tenía atracción sexual a los hombres y debe ser visible el mismo solamente a su marido.